# 火器

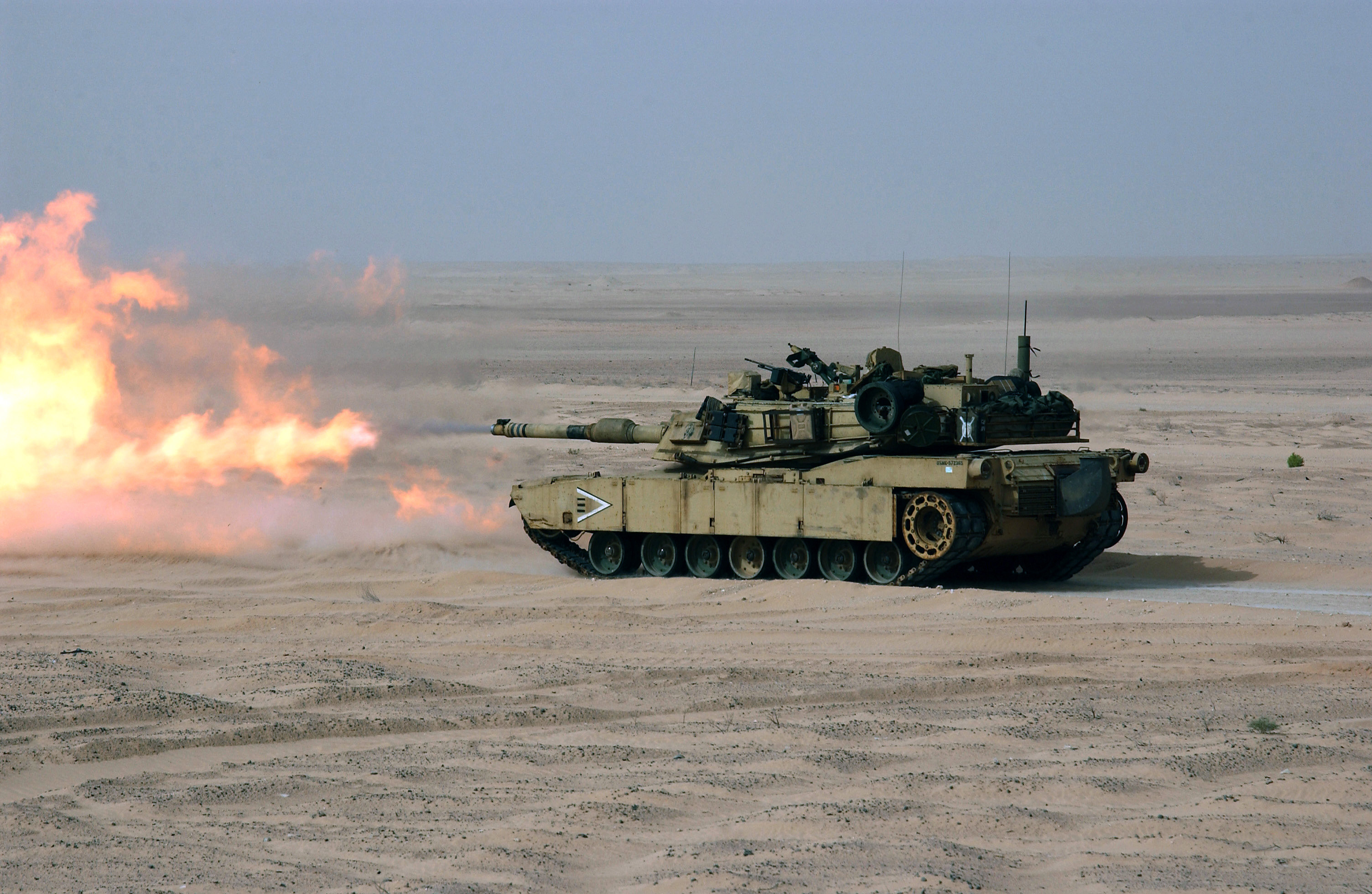
M1A1戰車火力。

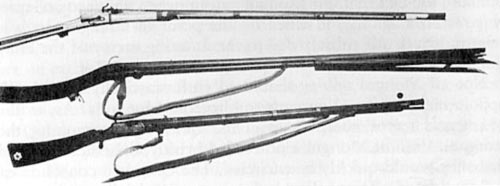
鳥槍。

火器（英語：Firearm，此詞特指轻兵器，也就是單人可以攜帶並且使用的槍械類武器），又称热武器或热兵器，泛指任何用推进剂（传统为黑火药，现今是无烟火药）快速燃烧（“火”）产生高压气体来产生动能做功推动抛射物远射武器。根据气体喷射方向，火器可以分成前喷管式火器、反喷火箭2大类。而根据口径不同，管式火器还可分为枪械（口径不超过20毫米）、火炮（口径大于20毫米）2种。与火器相对是冷兵器，包括各种格斗武器、不使用火药燃烧发射枪弹的射击兵器（比如弓、弩、气枪等）。

## 演進與運用史

### 中國

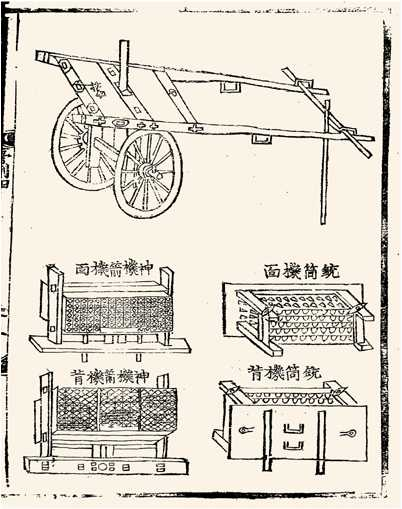
明代的多管神機

在中國歷史上，於公元9世紀黑火药被發明後，有被用於放煙火和戰爭武器的用途。中國發明的火銃（musket）在12世紀傳至亞洲其他地區，在13世紀傳入歐洲。
- 宋代：
  - 爆裂物廣泛運用於水戰與守城上，是利用弓弩、拋石機或人力投擲。
  - 宋朝與金朝的騎兵會在槍頭裝設噴火器－為火槍。
  - 出現最原始的管型射擊火器－突火槍（竹製）[5]。
- 元代：
  - 將突火槍改為金屬鑄造成為－火銃[6]，因可由金屬鑄造而統一了規格，威力大幅提升。
- 明代：
  - 出現了使用火藥推進的箭矢－火箭。除了普通的火箭外更有推進藥與爆炸藥分開的二級火箭－火龍出水[7]。
  - 將爆裂物做成了地雷與漂在江河上的水雷，敵軍觸及時會牽動引線將鋼輪轉動以摩擦燧石點火而爆炸。
  - 火銃逐漸分為單兵使用的手銃與重火力的碗口銃。手銃通常是發射霰彈，因而會裝上木馬子，後期的單兵用銃演變出了原始的一排輪發式與轉輪式的構造。碗口銃架設於城牆上或船上，通常會架在一個可旋轉的砲架上，類似天秤的形狀，而兩端各安一座，一端在開火時另一端可以填彈。
  - 由葡萄牙傳入鳥銃[8]（主要是火繩式的扳機，但也有輪簧式與燧發式的扳機）與佛朗機炮[9]。鳥銃在傳入之後演變出多管轉輪的迅雷銃。而佛朗機砲與明朝的大砲不同之處在於佛朗機砲是使用子砲的方式而減少的填彈時間。
  - 在明代時，火器也被稱為神機，其中火箭又被稱為神機箭，這種取名大概是因為「神機」不須像弓弩一樣費力上弦的關係。

天啟年間明朝軍官從葡萄牙人處購得紅夷大炮，為英國製造的早期加農炮，最遠射程可達二十里以上。天啟六年（1626年）紅夷大炮在寧遠之戰中發揮極大威力。據史料記載，後金的攻城行動在明軍猛烈炮火的攻擊下，八旗官兵血肉橫飛，屍積如山，是努爾哈赤成軍以來的首次挫敗。
晚明時，明軍火器普及率约60%。
- 清代：
  - 明末火器专家毕懋康在其《军器图说》（公元1635年刊印）首次介绍了燧发枪（书中称为自生火）[11]，清朝康熙时制造出燧发枪，当时称为自来火。
  - 清初時任用傳教士與火器專家研製各種火砲以攻打南明、平息內亂與沙俄交戰，1631年仿造了红夷大炮（清朝讳夷，改名为红衣大炮），并开始大量装备军队。康熙十五年（公元1676年），清朝廷制造了神威无敌大将军炮，此炮曾在雅克萨之战中发挥了巨大作用。此后，清朝当局又制造了威远将军炮，此炮在1696年平定葛尔丹的战争中起了非常重要的作用。

但嘉庆朝以後火器開始衰微，主要是境內大抵安定少有强敌，而且国政腐败生产火器偷工减料，令制造質量上也明顯地逞現下降的趨勢，加上人才大都投入科舉考試少有加入軍隊者。根据清史稿、地方县志和驻藏军队的装备记载，清军火器普及率实质到了50%。然而清朝时期，中国与欧洲的技术差距是不容忽视的。鸦片战争前清军的战术和装备大约是17世纪上半葉欧洲三十年战争以后的水平。到兩次鴉片戰爭期間和太平天國戰爭初期，清軍的主要火器是鳥槍和各種生鐵、青銅鑄造的火砲，在道光、咸豐年間又裝備了兩人抬用的抬炮和抬槍，清朝軍隊火器的裝備率達到60-70％。清军鸟枪运用的标准战术被称为“九进十连环”，这是一种依次开火形成持续火力的战术。
- 清末因中國闭关自守已久而西方國家的大幅進步，中國在戰爭上飽嚐敗績而向西方購買較為先進的各式大小火器。

## 現代火器

### 轻武器
步兵可携带并操作的火器被称为轻武器（light weapons），其中各种依赖抛射物动能杀伤目标的直射单兵武器也称轻兵器（small arms）。
- 槍械：口徑在20（0.79英寸）以下的小型火器，是與弓和弩一样打击點目標的射擊武器，多用於单兵作戰、狩獵和自衛。主要分为手枪（转轮手枪、单膛室手枪）和长枪（步枪、霰弹枪、冲锋枪、机枪等）两类。
- 榴彈發射器：發射特制榴彈的小火器，是作爲補充火炮效用的輕型面目標射擊武器。
- 火箭發射器：發射小型火箭彈或是小型導彈的管狀發射器。
- 輕型無後座力炮：特殊簡易構造的輕型火炮，某些也發射火箭彈爲主的輕型無後座力炮（如RPG-7）也可稱之火箭筒。
- 口径小于100（3.9英寸）的迫击炮（mortar）。
- 手榴弹：用手投擲，有爆炸威力的武器。
- 枪榴弹

### 重武器

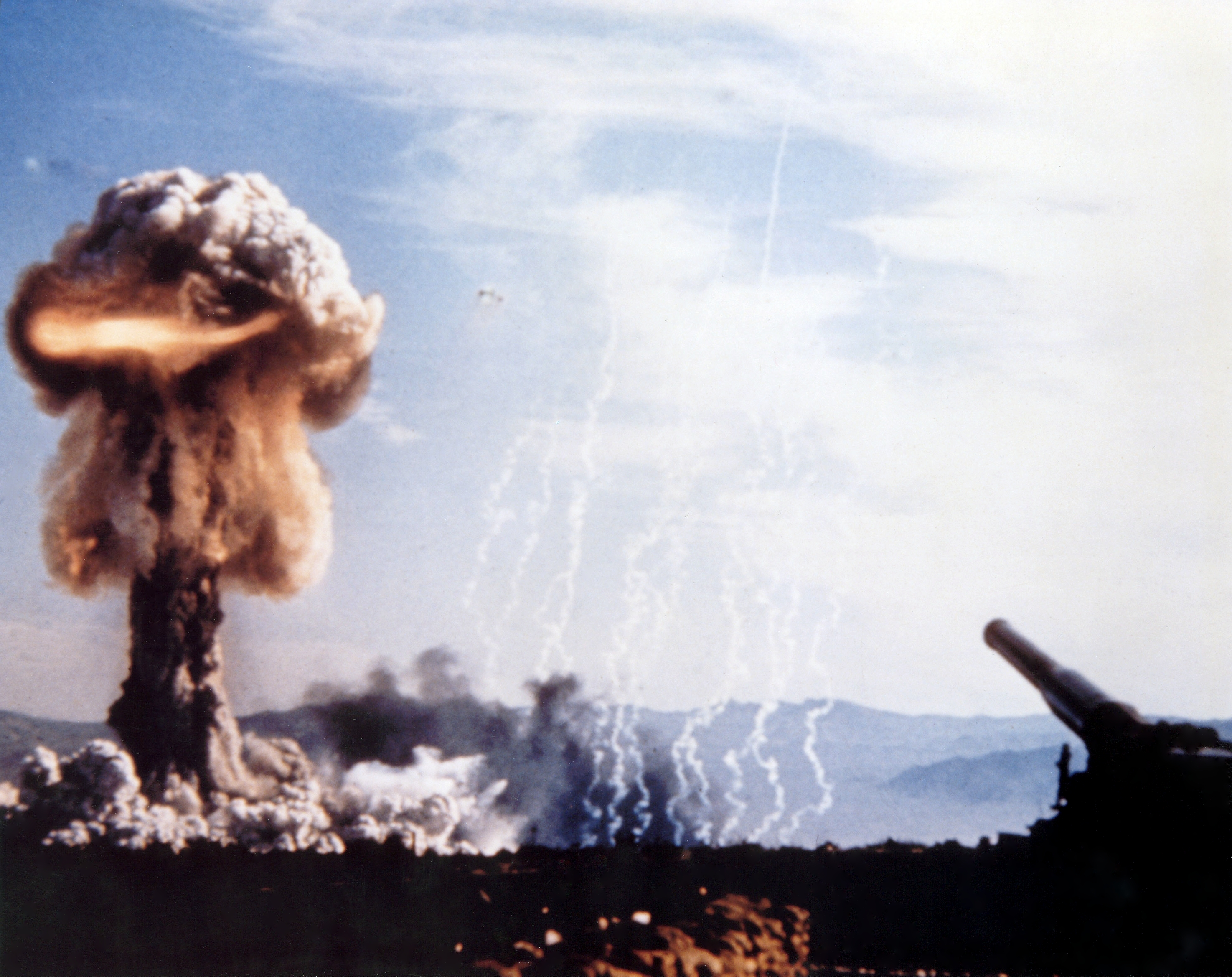
1953年M65 280mm加農砲試射的W9型15KT小型核子砲彈

因为尺寸和重量无法由步兵携带、或因为后坐力太强而必须依赖武器平台提供机动性和稳定性的火器被称为重武器，其中口径超过20毫米（0.78英寸，美国为16.7毫米）的管式火器通常被称为炮（cannon）。
- 重机枪：口径小于20毫米、但因为重量太大无法由步兵徒步搬运的直射枪械
- 機炮：口径大于20毫米、用抛射物动能杀伤目标的直射枪械
- 火砲：用发射爆炸性弹头毁伤目标的大型武器
  - 直射炮：加農炮、坦克炮、战防炮
  - 曲射炮：加榴炮、榴彈炮、口径大于100毫米的迫擊炮

### 超遠距離火器
有喷气发动机作为驱动系统提供飞行动力。
- 导弹：有制导系统
- 火箭炮：沒有制导系统

### 特殊火器
- 地雷：分反步兵地雷和反坦克地雷
- 魚雷：有推進能力、在水下移動攻擊敵艦吃水線下船身的爆炸遠射武器。
- 水雷：放置於水中，針對艦艇或潛艇的爆炸裝置。

## 外部連結
- 李弘祺：〈中國的第二次銅器時代：為什麼中國早期的炮是用銅鑄的？ （页面存档备份，存于）〉。
- Modern Firearms （页面存档备份，存于）
- LearnAboutGuns.com （页面存档备份，存于）
- Online encyclopedia of firearms and ammunition of the XX and XXI centuries. （页面存档备份，存于）
- History of firearms （页面存档备份，存于）
- The National Rifle Association
- 火器堂 （页面存档备份，存于）